# As-Sajjid
As-Sajjid (hebrejsky א-סייד, arabsky السيّد‎, v oficiálním přepisu do angličtiny Al Sayyid přepisováno též al-Sayyid nebo al-Sayed) je vesnice v Izraeli, v Jižním distriktu, v oblastní radě al-Kasum.

## Geografie
Leží v nadmořské výšce cca 400 metrů v severní části pouště Negev
Obec se nachází 54 kilometrů od břehu Středozemního moře, cca 88 kilometrů jihovýchodně od centra Tel Avivu, cca 13 kilometrů severovýchodně od Beerševy a 2 kilometry jižně od města Chura. As-Sajjid obývají Arabové, respektive polokočovní arabští Beduíni, přičemž osídlení v tomto regionu je etnicky smíšené. Ve volné krajině dominují rozptýlená sídla Beduínů, městská centra v centrálním Negevu jsou většinou židovská.
As-Sajjid je na dopravní síť napojen pomocí dálnice číslo 31.

## Dějiny
As-Sajjid je vesnice stejnojmenného beduínského kmene as-Sajjid, která byla oficiálně uznána izraelskou vládou za samostatnou obec. Kromě vlastní vesnice se zde nachází i kmen as-Sajjid. Dohromady mají populaci cca 3500 lidí. Podle tradice se tento kmen přistěhoval do Negevu z Egypta okolo roku 1800.
Fungují zde mateřské školy, dvě základní školy, střední škola a společenské centrum.

## Demografie
Podle údajů z roku 2014 tvořili obyvatelstvo v as-Sajjid Arabové. As-Sajjid sestává ze dvou statistických jednotek: vlastní vesnice as-Sajjid, ve které k 31. prosinci 2014 žilo 3345 lidí. a jejíž registrovaná populace během roku 2014 stoupla o 1,9 %), a kmene as-Sajjid (jeho počet obyvatel k roku 2013 neudáván, k roku 1983 měl 790 členů).
| Rok            | 2007 | 2008 | 2009 | 2010 | 2011 | 2012 | 2013 | 2014 |
| -------------- | ---- | ---- | ---- | ---- | ---- | ---- | ---- | ---- |
| Počet obyvatel | 235  | 405  | 3428 | 3841 | 3109 | 3057 | 3282 | 3345 |